# Cornelis Herman den Hertog
Cornelis Herman den Hertog ('s-Gravenhage, 27 december 1846 - Amsterdam, 30 oktober 1902) was een Amsterdams onderwijzer, schoolhoofd, onderwijsdeskundige en politicus. Aanvankelijk behoorde hij tot de Radicale Bond, maar later tot de Liberale Unie.
Cornelis Herman den Hertog was een zoon van korenmolenaar en begrafenisondernemer Hermanus den Hertog en Catharina Wilhelmina Schrevelius. Zijn broer is de beeldhouwer Pieter Johannes den Hertog (1852-1919). Hijzelf trouwde in 1871 met Johanna Hillegonda Vermaas, met wie hij een dochter en (minimaal) een zoon kreeg. Zij overleed in 1887 en hij hertrouwde in 1892 met Johanna Maria Cleijndert. Zijn zoon Herman Johannes den Hertog was tussen 1914 en 1921 wethouder van Amsterdam.
Den Hertog volgde de onderwijzersopleiding aan de Normaalschool in 's-Gravenhage, waar hij de akte voor lager onderwijs haalde. Vervolgens behaalde hij zijn accreditatie voor middelbaar onderwijs in de Nederlandse taal- en letterkunde in 1879. Tussen 1865 en 1870 was hij hulponderwijzer bij diverse openbare scholen in 's-Gravenhage, waarna hij hoofdonderwijzer werd aan de openbare lagere school in Haarlemmermeer (1870-1872) en de Van der Palmschool voor jongens in Amsterdam (1872-1892). Daarnaast werd hij omstreeks 1890 secretaris van het hoofdbestuur van het Nederlandsch onderwijzersgenootschap en in 1889 redacteur van Het Schoolblad. Hij was lid van de Orelio-commissie en medewerker (toneelverslaggever) van De Amsterdammer en Noord en Zuid.
In 1892 ging hij met pensioen, en het daaropvolgende jaar werd hij gekozen in de Amsterdamse gemeenteraad. Daarnaast was hij vanaf april 1901 schoolopziener in Amsterdam en versloeg hij de SDAP'er Henri Polak in maart en juni 1901 bij de verkiezingen voor de Tweede Kamer der Staten-Generaal. In de Tweede Kamer sprak hij vrijwel uitsluitend over onderwijsaangelegenheden. In 1902, na ruim een jaar Kamerlidmaatschap, overleed Den Hertog.